# Cryptophion
Cryptophion is een geslacht van vliesvleugeligen (Hymenoptera) uit de familie van de gewone sluipwespen (Ichneumonidae). Het is een beperkt monofyletisch geslacht uit de omvangrijke onderfamilie Campopleginae. De wetenschappelijke naam van de soort werd voor het eerst geldig gepubliceerd door Henry Lorenz Viereck in 1913.
De sluipwespen zijn van gemiddelde grootte; de lengte van de voorvleugel is 7 tot 11,5 mm. Ze zijn voornamelijk zwart en roodachtig, vaak met gele poten. De achterste poten zijn erg lang in verhouding tot de voorvleugel.
Dit geslacht komt voor in het Neotropisch gebied. De typesoort, C. strandi werd ontdekt in Paraguay. Alvorens Gauld en Janzen in 1994 vijf nieuwe soorten beschreven die in Costa Rica waren ontdekt, was er slechts een andere soort bekend uit het geslacht, namelijk C. inaequalipes die enkel in Midden-Amerika voorkomt, van zuidelijk Mexico tot Costa Rica.
Deze sluipwespen zijn parasitoïden van vlinders (Lepidoptera). Sommige soorten blijken monofaag en vallen enkel een bepaalde soort aan, zoals Cryptophion inaequalipes die enkel de larven van de vlindersoort Xylophanes turbata als gastheer gebruikt. Andere soorten hebben meerdere soorten als gastheer; van Cryptophion espinozai zijn er vijf bekend.

## Soorten
- Cryptophion espinozai Gauld & Janzen
- Cryptophion guillermoi Gauld & Janzen
- Cryptophion inaequalipes (Cresson)
- Cryptophion manueli Gauld & Janzen
- Cryptophion moragai Gauld & Janzen
- Cryptophion strandi Viereck
- Cryptophion tickelli Gauld & Janzen